# Jimmy P. (Psychothérapie d'un Indien des Plaines)
Pour plus de détails, voir Fiche technique et Distribution.
Jimmy P. (Psychothérapie d'un Indien des Plaines) (titre en anglais : Jimmy P. (Psychotherapy of a Plains Indian)) est un film français réalisé par Arnaud Desplechin, présenté en compétition lors du 66e Festival de Cannes et sorti en France en salle le 11 septembre 2013.
Ce drame est directement inspiré du travail de l'anthropologue et ethnopsychanalyste Georges Devereux dont l'ouvrage Psychothérapie d'un Indien des Plaines : réalités et rêve est fidèlement utilisé pour l'adaptation du scénario. Elle met en scène les rapports médicaux et humains du thérapeute avec son premier patient Jimmy Picard, un Amérindien de la tribu des Pieds-Noirs, vétéran de la Seconde Guerre mondiale atteint de troubles post-traumatiques ayant une origine profonde dans son vécu personnel, tout à la fois liée à ses rapports familiaux et à la confrontation de ses origines ethniques à la culture de l'Amérique blanche.

## Synopsis
Après la Seconde Guerre mondiale, Jimmy Picard, un vétéran nord-amérindien de la tribu des Pieds-Noirs, est admis au Winter Veteran Hospital de Topeka au Kansas fondé par le psychiatre Karl Menninger. Souffrant de maux de tête aigus, d'absences et de crises d'angoisse incontrôlables qu'aucun médecin ne réussit à relier à une cause physiologique liée à son accident survenu en France, il est pris en charge par Georges Devereux, un ethnologue français originaire d'Europe centrale, spécialiste des cultures amérindiennes.
Rapidement, Georges Devereux écarte le diagnostic de schizophrénie et considère que son patient – son seul et unique durant des mois – souffre de névrose et de problèmes psychologiques liés à la fois à ses origines familiales et ethniques, qui se sont déclarés à la suite du choc post-traumatique de la guerre. Élevé par une mère à forte personnalité puis par une sœur également directive, en l'absence de père, Jimmy Picard vit en outre en décalage social et culturel avec l'Amérique blanche.
Au fil des séances quotidiennes de psychothérapie – Devereux n'est alors ni médecin, ni psychanalyste – se tissent des liens particuliers d'amitié entre le patient et le thérapeute qui s'attache à interpréter les rêves de Jimmy Picard en ayant recours à la fois à l'anthropologie, en se fondant sur les mythes indiens, et à la psychanalyse à travers l'invariant universel freudien du complexe d'Œdipe. Petit à petit, Jimmy Picard prend conscience que ses rapports vis-à-vis des femmes sont ceux d'un homme dominé et lâche, ayant lui-même abandonné avant-guerre, sur un malentendu, sa compagne – Jane, morte depuis lors –, alors enceinte de leur fille avec laquelle il n'a plus de contact depuis quinze ans.
Grâce à la thérapie de Devereux, il entreprend un processus de guérison – qui aboutira à une proposition d'« adoption » de sa fille naturelle – mais également de questionnement sur sa foi et sa culture.

## Fiche technique
- Titre : Jimmy P. (Psychothérapie d'un Indien des Plaines)
- Titre international : Jimmy P. (Psychotherapy of a Plains Indian)[1]
- Réalisation : Arnaud Desplechin
- Scénario : Arnaud Desplechin en collaboration avec Julie Peyr et Kent Jones (en), adapté de Psychothérapie d'un Indien des Plaines de Georges Devereux
- Photographie : Stéphane Fontaine
- Son : Jamie Scarpuzza
- Montage : Laurence Briaud
- Décors : Dina Goldman
- Costumes : David Robinson
- Musique originale : Howard Shore
- Producteurs : Pascal Caucheteux et Grégoire Sorlat
- Société de production : Why Not Productions, Wild Bunch, France 2 Cinéma, Orange Studio, Le Pacte
- Distribution : Le Pacte
- Pays d'origine :  France
- Genre : Drame
- Langue originale : anglais
- Durée : 116 minutes
- Dates de sorties[2] : 
  -  France : 18 mai 2013 (Festival de Cannes 2013), 11 septembre 2013
  -  Belgique : 18 septembre 2013
  -  Suisse : 21 septembre 2013
  -  Pays-Bas : 26 septembre 2013
  -  États-Unis : 1er octobre 2013  (Festival du film de New York)
  -  Canada : 21 février 2014

## Distribution
- Benicio del Toro (V. F. : Alex Descas) : Jimmy Picard
- Mathieu Amalric (V. F. : lui-même) : Georges Devereux
- Gina McKee (V. F. : Anne Consigny) : Madeleine
- Larry Pine (V. F. : François Marthouret) : Docteur Karl Menninger
- Joseph Cross (V. F. : Roman Kané) : Docteur Holt
- Elya Baskin (V. F. : Bruno Abraham-Kremer) : Docteur Jokl
- Michelle Thrush (V. F. : Elsa Lepoivre) : Gayle Picard
- Misty Upham (V. F. : Estelle Meyer) : Jane
- Gary Farmer : Jack
- A Martinez : l'Indien catatonique, Bear Willie Claw
- Danny Mooney : Eric McMurphy
- Linda Boston : la responsable des admissions
- Arnold Agee : le patron du bar
- Taras Los (V. F. : Michel Voletti) : Desmond
- Julie Sifuentes Etheridge : Avy Spring
- Ryan Diamond : un étudiant
- Eric Baughman : un garde
- Jennifer Podemski (V. F. : Carole Franck) : Doll
- Michael Greyeyes : Allan

Source : Version française (V. F.) RS Doublage et le carton de doublage.

## Projet et réalisation du film

### Écriture du scénario

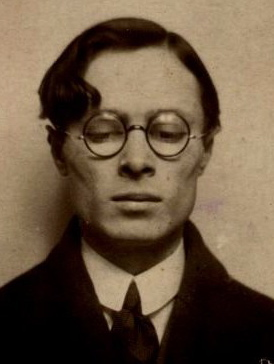
L'ethnopsychiatre Georges Devereux vers 1932.

Arnaud Desplechin explique « être devenu fou » du livre Psychothérapie d'un Indien des Plaines de l'ethnologue et psychanalyste français Georges Devereux (1908-1985) qui l'accompagne depuis les années 1990 et dont il songeait depuis longtemps faire une adaptation cinématographique. Pour la phase d'écriture qu'il mène principalement dans son studio de travail du quartier du Panthéon à Paris, Arnaud Desplechin discute certains points du livre et de la psychanalyse de Jimmy Picard avec l'historienne Élisabeth Roudinesco, qui avait préfacé une réédition de l'ouvrage en 1998. Il s'associe ensuite avec la coscénariste française Julie Peyr pour la première phase d'adaptation en français du livre et d'écriture scénaristique originale (personnages, histoires et dialogues extra-thérapeutiques) avant de faire parvenir à Kent Jones (en) – un ami new-yorkais et écrivain pour l'audiovisuel – le premier jet du script complet en vue de son adaptation, ainsi que celle des dialogues, en américain ; alors que Desplechin lui demandait des conseils pour choisir un coscénariste anglophone, Kent Jones, enthousiaste, décide de s'investir lui-même dans le projet et deviendra le point d'ancrage des sessions de travail new-yorkaises. Ce projet devient alors le deuxième film « étranger » du réalisateur, tourné en anglais (après Esther Kahn en 2000), qu'il considère cependant sans ambiguïté comme une œuvre française.
Le titre de travail du film portait initialement celui du livre puis a beaucoup varié au cours des différentes phases de sa production, avant d'être finalement annoncé sous le titre actuel. Jimmy P. – abréviation de Jimmy Picard qui est un nom fictif anonymisé du patient de Devereux portant le nom indien de « Tout-le-monde-parle-de-lui » et dont le nom réel reste, malgré les recherches, inconnu – fait directement référence au titre des travaux princeps de Sigmund Freud sur l'hystérie publiés en 1895 sur le cas célèbre d'Anna O., pseudonyme de Bertha Pappenheim. Le film met en scène l'histoire réelle d'un dénommé Jimmy Picard, un Amérindien de la tribu des Pieds-Noirs, vétéran de la Seconde Guerre mondiale, devenu alcoolique, et en perte de repères ethno-sociaux, qui fut le premier (et longtemps l'unique) cas d'étude de Georges Devereux lors de leur rencontre au Winter Veteran Hospital de Topeka au Kansas. À la suite d'une psychothérapie de 80 séances intégralement et minutieusement retranscrites, Georges Devereux, qui travaille alors dans la clinique fondée par Karl Menninger, publie en 1951 à New York (édition revue et corrigée en 1982 et en 1998) un livre d'ethnopsychanalyse de 600 pages intitulé Psychothérapie d'un Indien des Plaines : réalités et rêve dans lequel il analyse grâce au cas de Picard « l’existence d’une personnalité ethnique liée à une aire culturelle d’une part et l’existence de troubles psychiques commune à tout humain d’autre part ».
Arnaud Desplechin confie à Alexandre Nazarian, un ami proche et un collaborateur, les travaux préliminaires de documentation (photos, transcription d'entretiens réalisés) et de repérages aux États-Unis sur les modes de vie des Indiens Pieds-Noirs dans le Montana, de leurs rapports sociaux, coutumes, des lieux à Browning dans la Réserve indienne des Blackfeet où avaient vécu Jimmy Picard et ses parents, ainsi que des lieux à Topeka où Devereux et Menninger travaillèrent. Pour cela, il recueille des témoignages directs de personnes qui avaient connus les thérapeutes ainsi que ceux de vétérans américains de différentes guerres,. Dans un premier temps, Arnaud Desplechin reste volontairement à distance de cette étape de construction du film afin de ne pas interférer dans l'écriture des dialogues – « se défiant de l'exotisme » et des archétypes de la période et de la culture indienne –, puis « s'est nourri » des éléments recueillis pour inscrire son film dans une réalité de l'époque et des problèmes socio-politiques auxquels sont confrontés les Amérindiens. Desplechin et Nazarian font dans un deuxième temps ensemble un ultime travail de repérages sur les futurs lieux de tournage et organisent celui-ci dans la réserve indienne.

### Tournage et montage
|                                                                        |  |  |
| Benicio del Toro (Jimmy Picard) et Mathieu Amalric (Georges Devereux). |  |  |

Pour la distribution, Arnaud Desplechin décide dès le départ de confier le rôle de Georges Devereux à Mathieu Amalric, son acteur fétiche et alter ego à l'écran depuis de nombreuses années. Fin mai 2012, il annonce vouloir donner le rôle-titre à Benicio del Toro – qu'il envisage comme interprète dès les premières étapes d'écriture en raison du rôle d'Amérindien, marquant pour lui, que l'acteur avait tenu dans le film The Pledge (2001) de Sean Penn, –, ce qui sera confirmé trois semaines plus tard par la société de production Why Not Productions après une rencontre à Paris entre le réalisateur et l'acteur portoricain qui par ailleurs a déclaré vouloir travailler avec Mathieu Amalric,. Le réalisateur revendique l'inspiration de deux films pour la réalisation de Jimmy P. : d'une part The Exiles (1961) de Kent MacKenzie qu'il fait visionner à de nombreuses reprises à ses acteurs, et d'autre part Que la lumière soit (1945/1980) documentaire longtemps censuré de John Huston,, sur les troubles de stress post-traumatique des soldats américains de la Seconde Guerre mondiale revenus du front. Arnaud Desplechin indique également que Pas de printemps pour Marnie (1964) d'Alfred Hitchcock ainsi que, dans une moindre mesure, Les Fraises sauvages (1957) d'Ingmar Bergman étaient aussi dans son esprit au moment de l'écriture.
Des séances préparatoires de lecture du scénario sont organisées à New York par Arnaud Desplechin avec les deux principaux acteurs et le coscénariste Kent Jones,. Il leur confie, outre l'ouvrage de Devereux, certains livres sur Sigmund Freud et Carl Jung pour les immerger dans le monde de la psychanalyse des années 1950. Benicio del Toro s'est particulièrement investi dans la lecture, annotée, et l'analyse du livre de Devereux – dans lequel il déclare avoir trouvé un « matériel formidable [...] et une fontaine d'informations » – ainsi que d'autres ouvrages sur les Indiens des Plaines,. Il obtient aussi l'assistance prolongée d'un vétéran amérindien, Marvin Weatherwax, pour l'aider à prendre et maintenir l'accent des tribus Pieds-Noirs tout au long du filmage. Mathieu Amalric dit en revanche avoir pris plus de distance avec l'ouvrage écrit par le personnage qu'il doit interpréter, mais s'est attaché à étudier et comprendre pour son rôle le langage et les concepts de la psychanalyse freudienne en affirmant ne pas avoir voulu être « Georges Devereux mais le Georges Devereux vu par Arnaud Desplechin ». Pour assurer son rôle, il travaille de son côté particulièrement son texte, notamment sa diction afin de pouvoir être plus disponible pour répondre aux attentes et essais du réalisateur et, à la demande de Desplechin, prend un accent fortement teinté d'Europe centrale (avec l'aide de coachs : l'acteur hongrois Attila Tóth et Peggy Hall-Plessas pour l'anglais), d'où est originaire Georges Devereux. De plus, il a déclaré au cours de la conférence de presse lors de la présentation à Cannes avoir décidé, pour connaître le milieu de la psychanalyse, de « commenc[er] une analyse, pour voir,... » et affirme la continuer.

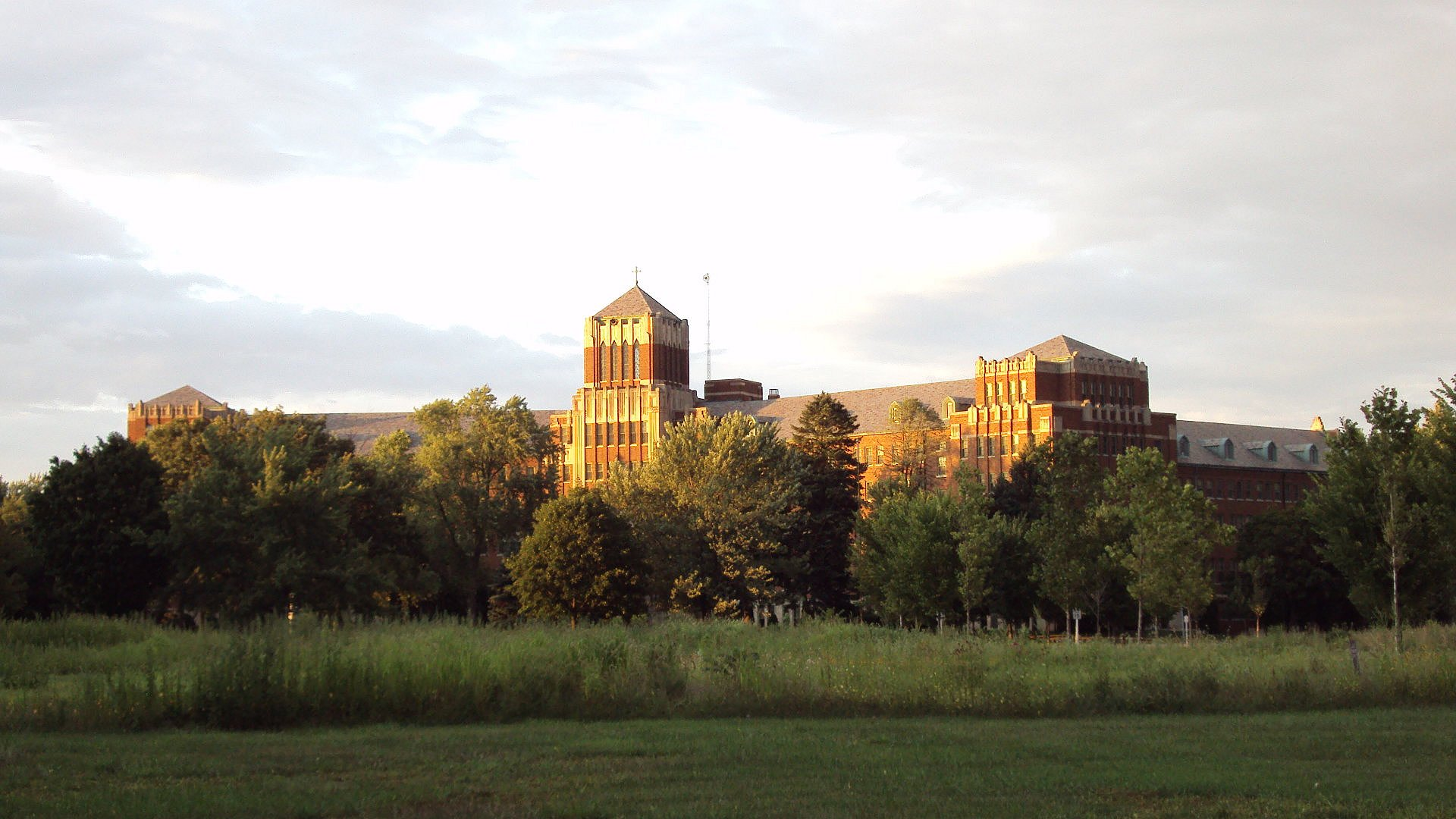
L'institut religieux Sisters, Servants of the Immaculate Heart of Mary de Monroe où furent tournées les scènes figurant le Winter Veteran Hospital de Topeka.

Le tournage débute le 18 juin 2012 à Chicago aux États-Unis, qui est utilisé comme cadre des villes de Topeka et de New York, mais également à l'institut religieux Sisters, Servants of the Immaculate Heart of Mary de Monroe figurant l'original Winter Veteran Hospital de Topeka,, à Frenchtown, à Howell, au Old Depot de Byron, et dans l'agglomération de Détroit grâce à l'aide financière du Michigan Film Office qui s'élève à 1 964 810 $US sur les 6 929 375 $US de budget prévisionnel destiné à la partie de la production du film sur le sol américain. Le tournage des scènes de psychothérapie ont été réalisées dans l'ordre chronologique des séances afin de retranscrire au mieux à l'écran l'évolution de la relation, thérapeutique mais aussi amicale, entre les deux protagonistes. Au début du mois d'août, le tournage se poursuit dans le Montana dans la région de Browning (notamment dans la salle de bal et à la gare de Browning où Jimmy Picard a réellement appris la mort de Jane) et de la réserve indienne des Pieds-Noirs dans le parc national de Glacier, avec la participation comme figurants d'une centaine d'Indiens Pieds-Noirs, ainsi que de l'actrice Misty Upham, elle-même indienne Pieds-Noirs. 

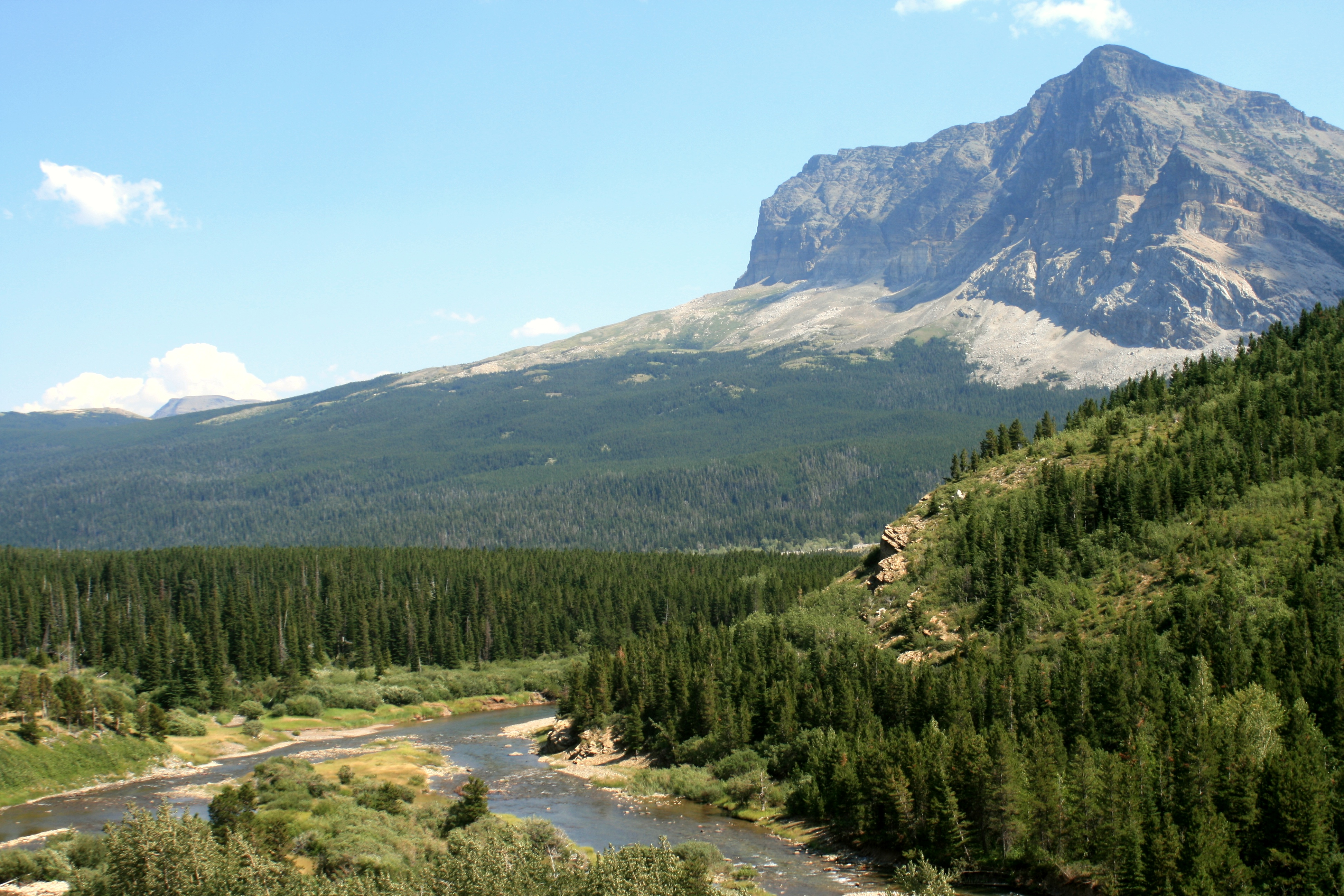
La montagne Whynn dans le parc national de Glacier au Montana.

 En raison d'un budget et d'un temps limités – l'ensemble du tournage est réalisé en sept semaines –, Arnaud Despechin décide de « travailler sous tension » ne pratiquant, à l'inverse de ses habitudes de travail sur la variation, qu'un nombre limité de prises,,,,. De plus cette approche lui semble plus adaptée et à même de retranscrire la « spontanéité de la parole » psychanalytique. Par ailleurs, Desplechin et Del Toro conviennent que ce dernier se tienne totalement à l'écart de l'équipe du film et des acteurs en dehors des périodes de tournage afin de « rester l'Indien », c'est-à-dire l'étranger face au reste du groupe,. Des échos du tournage évoquent également des « relations tendues » et des « exaspérations mutuelles » entre Benicio Del Toro et le réalisateur en raison en partie des méthodes de travail de l'acteur américain qui prépare intensément son rôle en amont afin de s'approprier le personnage et s'émancipe totalement sur le plateau de la direction du réalisateur,,.
Pour la musique originale du film, Arnaud Desplechin fait à nouveau appel, après leur première collaboration pour Esther Kahn en 2000, au compositeur canadien Howard Shore qui écrit, à la suite des discussions avec le réalisateur, une partition dans laquelle il poursuit son expérimentation sur l'approche narrative des scénarios.

## Sorties et réception du film

### Présentations festivalières et sorties nationales
Dès novembre 2012 jusqu'à la fin mars 2013, le film est pressenti par plusieurs journaux pour faire partie de la sélection officielle du festival de Cannes 2013,,,,,. Le 18 avril 2013, il est effectivement retenu dans la sélection officielle du festival, sous le titre Jimmy P. (Psychotherapy of a Plains Indian),,. Le film est projeté en compétition le 18 mai 2013 à la première séance du matin, suivi de la conférence de presse animée par la critique de cinéma Danièle Heymann. L'équipe complète du film fait la montée des marches le soir en présence d'Aurélie Filippetti, ministre de la Culture. Le film n'obtient aucun prix lors du festival.
La sortie nationale du film en France s'effectue le 11 septembre 2013, une semaine avant la sortie en Belgique et deux semaines avant celle aux Pays-Bas. Durant la première semaine d'exploitation sur 189 écrans, Jimmy P. réalise 104 826 entrées et se situe à la septième place du classement hebdomadaire avec un ratio de 555 entrées par écran – ce qui constitue un bon démarrage pour ce type de film puisqu'à titre comparatif, parmi les films sortis la même semaine, le blockbuster américain Le Majordome, premier du classement, réalise 378 298 entrées pour 265 copies (soit un ratio de 1 427 entrées/écran) et le thriller français Gibraltar, troisième, 157 787 entrées pour 314 copies (soit 502 entrées/écran) –. Toutefois, l'érosion de fréquentation est assez rapide et le film totalise 264 945 entrées sur l'ensemble de son exploitation en France ce qui place le film dans l'étiage de la fréquentation des films du réalisateur.
Le film est ensuite présenté lors de différents festivals nord-américains notamment en sélection officielle au Festival du film de New York en octobre 2013.

### Réception critique

#### Dans les pays francophones
Durant la période de montage, le film est déjà considéré par la revue des Cahiers du cinéma – qui l'annonce sous le titre Portrait of Jimmy P. dans un article reproduisant deux pages du scénario de l'exemplaire personnel du réalisateur – comme l'un des plus attendus de l'année cinématographique 2013.
Juste après la présentation du film à Cannes, Pierre Murat pour Télérama est le premier à juger le film « aussi étrange que passionnant » considérant que cette œuvre, relativement atypique – car « plus accessible, plus charnelle » – du cinéma d'Arnaud Desplechin,, est l'histoire d'une quête, d'une « ode à la fraternité » où à l'écran comme sur le plateau les deux personnages/comédiens doivent « s'apprivoi[ser] » évoquant notamment le « lyrisme de François Truffaut » dans son film L'Enfant sauvage. Tout aussi enthousiaste, Jean-Michel Frodon pour Slate met en avant le « défi de cinéma » que représente cette adaptation d'une publication scientifique ardue dont le réalisateur, en utilisant le genre du western et en ayant une « très haute idée de la mise en scène », transforme en un « grand film d'aventure » basé sur la rencontre de « deux hommes en marge » et de leurs rapports humains. Dans la même veine, Arnaud Schwartz pour La Croix souligne l'« originalité » et l'« audace » du sujet dont la grande difficulté est de retranscrire en images l'« univers de mots revenus du subconscient » que constitue l'intégrale des minutes de la psychanalyse réelle de Jimmy Picard, considérant que le pari du réalisateur est réussi « avec talent, signant une mise en scène posée, économe de ses effets », sentiment précisément partagé par Première. Olivier Delcroix, critique au Figaro, qualifie, à l'issue de la projection, le film de « western psychanalytique [...] étonnant, passionnant, et enthousiasmant » – porté par la confrontation « étincelante » entre les deux acteurs principaux – « aux antipodes » du cinéma habituel de Desplechin qui s'attache dans cette œuvre au « cheminement d'une amitié lié à la guérison » dans un hommage au cinéma hollywoodien, notamment celui de John Ford. Jean-Baptiste Morain des Inrockuptibles défend fortement le film, assurant qu'il présente « une haute idée du cinéma » en s'attachant tout particulièrement aux liens d'« amitiés ou plus encore [de] fraternité » unissant deux descendants de peuples victimes de génocides, question souvent présente dans les films du réalisateur (dans son bilan de l'année la rédaction du magazine placera Jimmy P. à la 17e place des vingt meilleurs films de 2013). Les quatre critiques de la tribune du Masque et la Plume sont unanimement enthousiastes sur l'œuvre, mettant quant à eux en avant l'aspect, également familier dans les films de Desplechin, de l'analyse de l'influence des rapports familiaux sur le personnage principal ainsi que la réussite cinématographique (image, ampleur et citations cinéphiles) de ce film sur le grand ouest américain. La rédaction du Monde est quant à elle plutôt partagée : Jacques Mandelbaum juge que le réalisateur avec cette difficile adaptation au cinéma d'un tel sujet – qualifiée de « gros pari et gros culot » –, aboutit à « un mélange assez gonflé d'humour et de tragédie » même si une légère déception semble poindre du fait que « les ressources du cinéma de Desplechin (virtuosité du récit, mise en scène étincelante, complexité des personnages) trouvent moins que d'ordinaire à s'exprimer » alors que Thomas Sotinel, déçu, critique « la mise en scène classique et policée » qu'il impute au changement de chef-opérateur (Stéphane Fontaine ayant remplacé Éric Gautier, partenaire attitré des derniers films de Desplechin) et l'« absence d'ambiguïté morale qui traverse habituellement les films de Desplechin » tombant dans le « lieu commun ». Éprouvant également des déceptions relatives, Sophie Avon pour Ouest-France estime que malgré la « passion » de Desplechin pour le livre de Devereux et le fait que « sur le papier, l’assemblage est excitant, à l’arrivée, quelque chose n'a pas eu lieu » et Julien Gester pour Libération conclut que peut être trop d'attentes – « à la mesure de la haute idée » faite des précédentes œuvres du cinéaste – avaient été placées dans ce film à la « grâce pourtant certaine » et aux « splendeurs entêtantes » dans « la mise en scène magistrale » des grands espaces et des femmes à la « beauté altière ». Un certain nombre de critiques ont également jugé globalement ce film sur la parole comme « long et bavard,, ». La réception la plus négative étant celle du journal québécois Le Devoir pour qui le film n'est « pas très dynamique et assez lourd [...] vite démonstratif » et surtout « inabouti » considérant qu'Arnaud Desplechin « a été intimidé par la langue et le cadre étrangers » et est tombé dans les « poncifs visuels cent fois montrés » en ce qui concerne les réserves indiennes.
De manière notable, l'ethnopsychiatre Tobie Nathan – qui fut lui-même formé auprès de Georges Devereux avec lequel il fait sa thèse et a travaillé durant dix ans –, a fait un bel éloge du film tant d'un point de vue scientifique que cinématographique, soulignant la justesse du caractère de « ludion » incarné par Mathieu Amalric tout en notant qu'Arnaud Desplechin a créé de manière réussie « son Devereux ». Il déclare de plus que l'œuvre lui a « révélé l'amitié entre Jimmy Picard et Devereux » qu'il n'avait pas perçue à l'époque mais qu'il déclare être exacte.

#### À l'étranger
Dans la presse internationale anglophone, le critique britannique du The Independent considère que Jimmy P. est la « première découverte majeure » de la 66e édition – et l'un des favoris, à ce stade, pour la Palme d'or — et le premier film du réalisateur qui s'écarte de son style si typiquement et intimement attaché au cinéma d'auteur français : pour lui ce film très américain aurait pu presque avoir été tourné par Clint Eastwood, tant il s'attache à décrire la « nature de l'esprit » et « l'histoire moderne américaine ». À l'opposé, la critique de The Guardian s'interroge sur la pertinence de pratiquement tous les aspects du film (exploration psychanalytique, jeu d'acteur, choix techniques…) qu'elle juge très négativement, les considérant comme « les plus farfelus et les plus mauvais » des films présentés jusqu'alors en compétition.
En revanche la critique américaine des deux principaux magazines cinématographiques spécialisés est moins partagée. Le journaliste de The Hollywood Reporter, s'il reconnait la difficulté d'adaptation et la gageure de porter à l'écran un tel sujet, n'est pas totalement emporté par le résultat dont il juge certaines échappées secondaires inutiles ainsi qu'une « durée du film qui aurait pu être mieux utilisée à l'esquisse du portrait fascinant de Devereux », mais il apprécie particulièrement à la fois l'évitement des pièges inhérents à ce type de film sur la psychanalyse (la question du transfert habilement contournée par un « travail intellectuel de pur détective », l'absence de phase de résistance du patient à son analyste) et la description faite tout au long de l'œuvre des « discriminations ethniques » qui porte le film. Pour Variety qui propose une analyse fine et concise de l'œuvre, il s'agit d'un film « exigeant mais très prenant » dans lequel l'art de Desplechin a été de réussir la transposition à l'écran de « l'une des sources littéraires les plus inhabituelles jamais adaptées au cinéma » grâce à « sa recherche permanente – et ses trouvailles – d'équivalents cinématographiques au langage clinique de Devereux » et à sa maîtrise de la direction d'un duo d'acteurs « au sommet de leur art ». Scott Foundas explique également que si la thématique psychanalytique est courante au cinéma, « peu de film se sont attachés si intensément à une description aussi minutieuse comme Desplechin le fait » ; cette approche « sans compromis » pouvant, selon lui, autant faire fuir qu'attirer les spectateurs.
La presse new-yorkaise est enthousiaste : The Village Voice décrit Jimmy P. comme « un film superbe, à l'image captivante, étrange de la meilleure des manières » considérant que ce film n'aurait pu être l'œuvre d'un réalisateur américain et concluant pour cette histoire à la nécessité d'un regard extérieur porté par « Desplechin de la même manière que la musique [américaine] a eu besoin des Beatles et des Stones » tandis que le critique du Time Out New York, comprenant au premier abord les réactions négatives de la presse lors de la présentation à Cannes, juge qu'il faut dépasser l'impression de « beaucoup de bavardages pour peu de matière » afin de rentrer dans la « complexité du film » pour comprendre qu'il décrit un « subconscient sous attaque, [...] ramené à la surface où il peut être étudié, décortiqué, et finalement effacé » des troubles qu'un Indien américain a pu vivre dans sa condition ethnique grâce à l'action d'un médecin étranger.
Globalement en 2014, le film obtient, dans les agrégateurs de critiques cinématographiques anglophones, 52 % de jugements favorables, avec un score moyen de 5,1⁄10 sur la base de 33 critiques collectées sur le site Rotten Tomatoes et un score de 58⁄100, sur la base de 16 critiques collectées sur le site Metacritic.

## Distinctions

### Sélection et nominations
| Année | Cérémonie ou récompense                     | Catégorie                             | Nommé(e)(s)       |
| ----- | ------------------------------------------- | ------------------------------------- | ----------------- |
| 2013  | Festival de Cannes                          | Compétition pour la Palme d'or        |                   |
| 2013  | Prix Louis-Delluc                           | Compétition pour le prix Louis-Delluc |                   |
| 2013  | Festival international du film des Hamptons | Sélection « Cinéma mondial »          |                   |
| 2014  | Césars du cinéma                            | meilleur film                         |                   |
| 2014  | Césars du cinéma                            | meilleur réalisateur                  | Arnaud Desplechin |
| 2014  | Césars du cinéma                            | meilleure adaptation                  | Arnaud Desplechin |